# Senna latifolia
Senna latifolia là một loài thực vật có hoa trong họ Đậu. Loài này được (G.Mey.) H.S.Irwin & Barneby miêu tả khoa học đầu tiên.